# دوري المقاطعات الشمالي الغربي 2007–08
دوري المقاطعات الشمالي الغربي 2007–08 هو موسم من دوري المقاطعات الشمالي الغربي. فاز فيه Trafford F.C. ‏.